# Diagnòstic prenatal
El diagnòstic prenatal és l'anàlisi genètica de l'individu abans del naixement, el que permet detectar precoçment moltes malalties hereditàries. S'aconsella en determinats casos; com ara l'edat materna avançada, consanguinitat dels progenitors, si són família, historial familiar amb anomalies genètiques i incidència de malalties o medicacions durant l'embaràs. Es detecta mitjançant la investigació dels antecedents personals i familiars, de les característiques personals de salut actuals, i de les ecografies i les analítiques que es fan a la dona durant l'embaràs.